# Illies
Illies ist eine französische Gemeinde mit 1.688 Einwohnern (Stand: 1. Januar 2022) im Département Nord in der Region Hauts-de-France. Sie gehört zum Arrondissement Lille und zum Kanton Annœullin. Die Einwohner werden Illilois genannt.

## Geographie
Die Gemeinde Illies liegt an der Grenze zum Département Pas-de-Calais, etwa 18 Kilometer südwestlich von Lille und 15 Kilometer östlich von Béthune. Umgeben wird Illies von den Nachbargemeinden Aubers im Norden, Herlies im Osten und Nordosten, Wicres im Osten, Marquillies im Südosten, Salomé im Süden, La Bassée im Südwesten sowie Lorgies im Westen.
Durch die Gemeinde führt die Route nationale 41.

## Bevölkerungsentwicklung
| Jahr                       | 1962 | 1968 | 1975 | 1982 | 1990 | 1999 | 2006 | 2012 | 2020 |
| Einwohner                  | 1198 | 1236 | 1156 | 1083 | 1104 | 1258 | 1388 | 1409 | 1640 |
| Quellen: Cassini und INSEE |      |      |      |      |      |      |      |      |      |

## Sehenswürdigkeiten

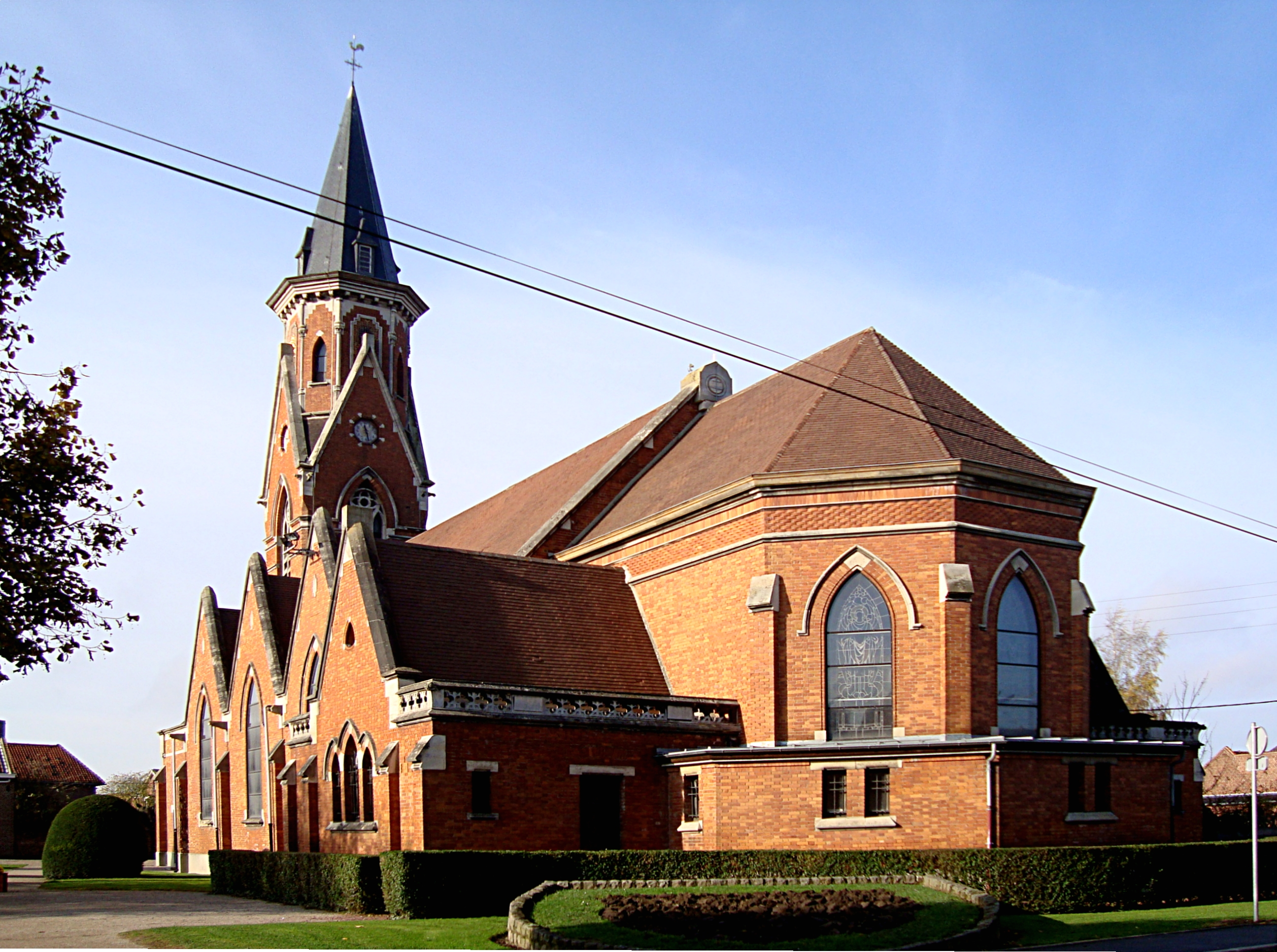
Kirche Saint-Vaast
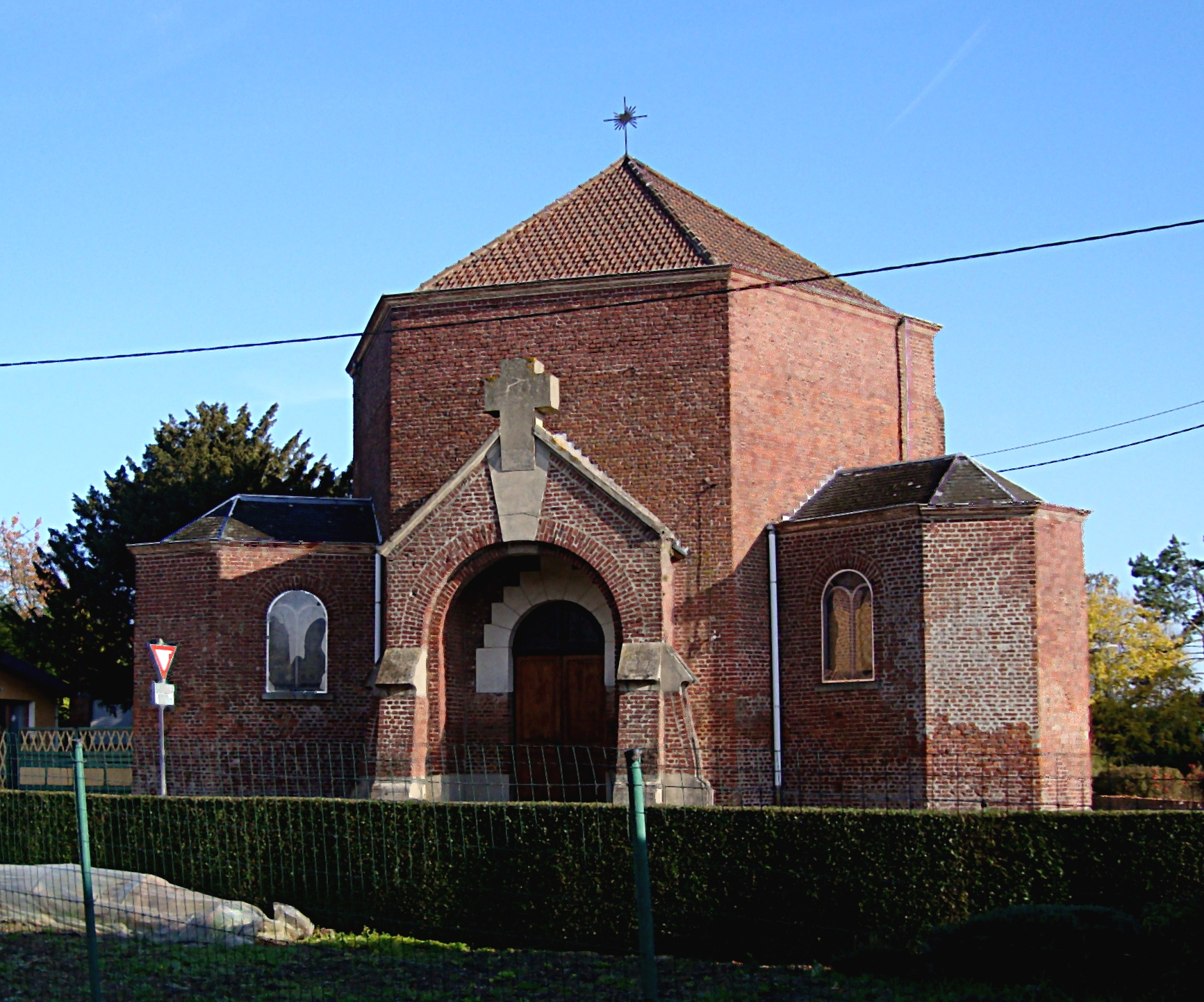
Kapelle von Ligny-le-Grand
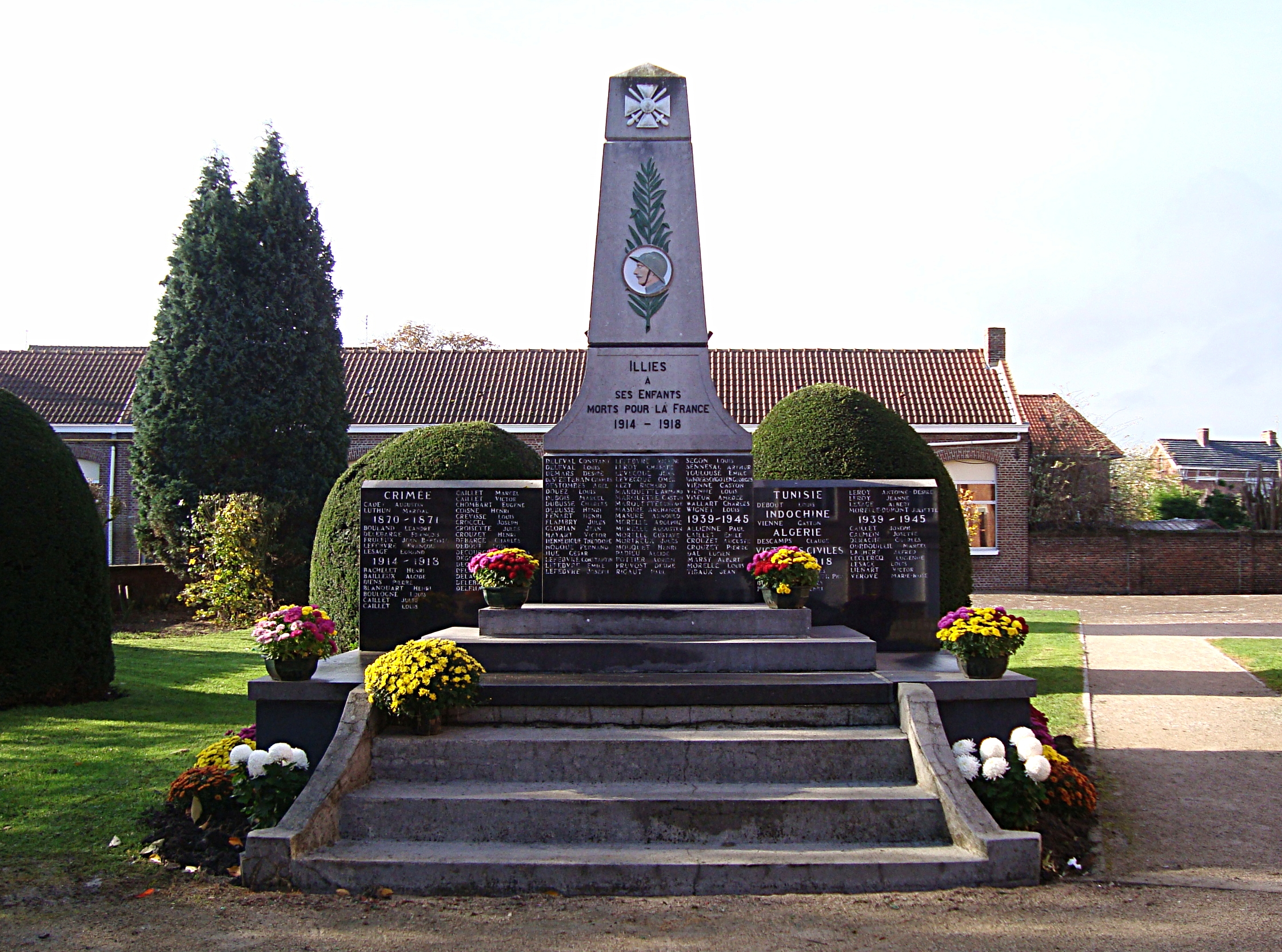
Gefallenendenkmal
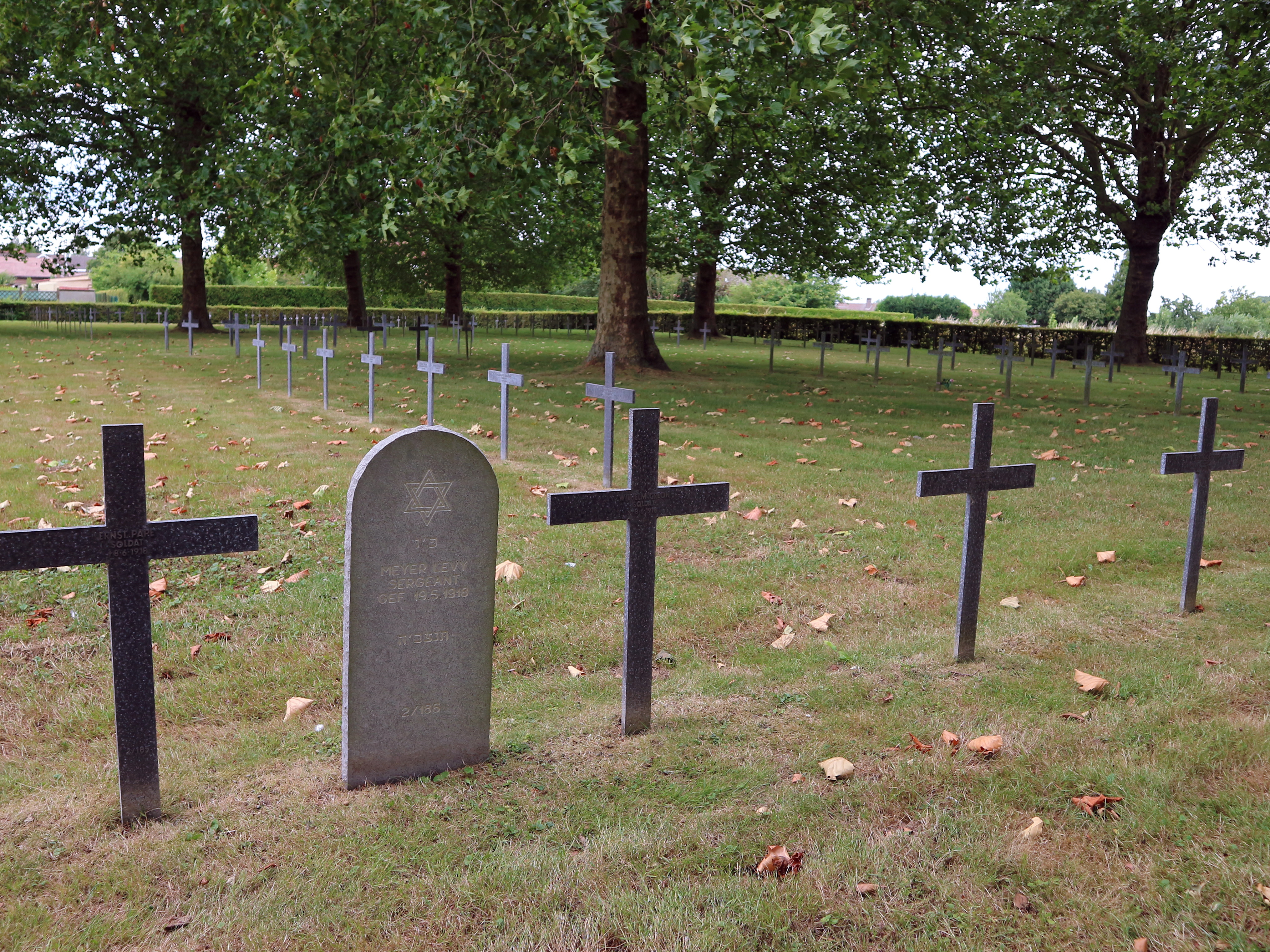
deutscher Soldatenfriedhof

- Kirche Saint-Vaast
- Kapelle in Ligny-le-Grand
- Gefallenendenkmal
- Deutscher Soldatenfriedhof